# Église Notre-Dame-d'Espérance de Villemomble
Pour les articles homonymes, voir Église Notre-Dame-d'Espérance.
L'église Notre-Dame-d'Espérance, située rue de la Fosse-aux-Bergers à Villemomble dans le département français de la Seine-Saint-Denis en région Île-de-France, est une église affectée au culte catholique.

## Historique
L'association paroissiale Notre-Dame-d'Espérance, qui se réunissait dans les sous-sols de l'église Saint-Louis jusqu'en 1926, est à l'origine de la fondation de la deuxième église de la commune, en achetant un lopin de terre au lieu-dit La Fosse aux Bergers.
La bénédiction du terrain et la pose de la première pierre ont lieu le 20 octobre 1929, et la consécration en église paroissiale par le cardinal Verdier en 1933. L'édifice possède une nef unique terminée par le chœur à l'une de ses extrémités et par une estrade de théâtre de l'autre côté.